# Volkswagen Phideon

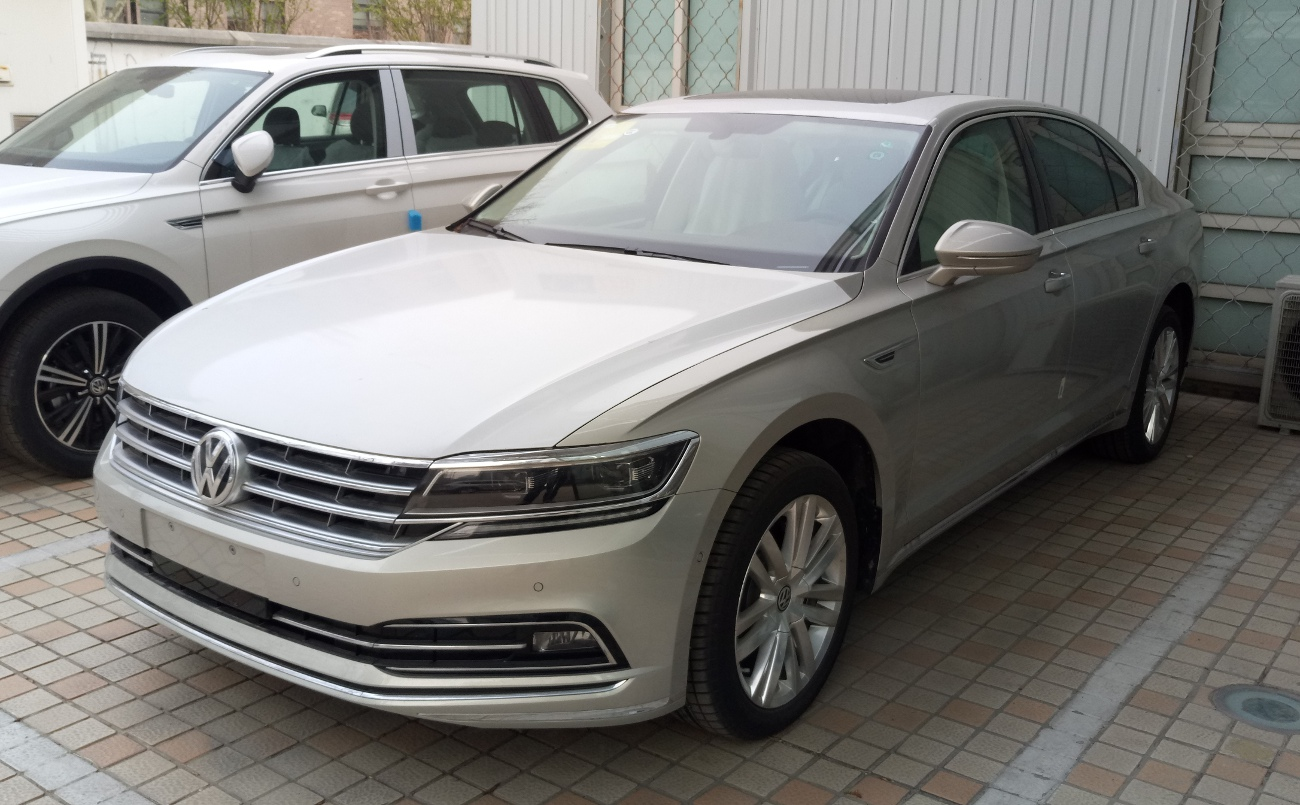
Вид спереди

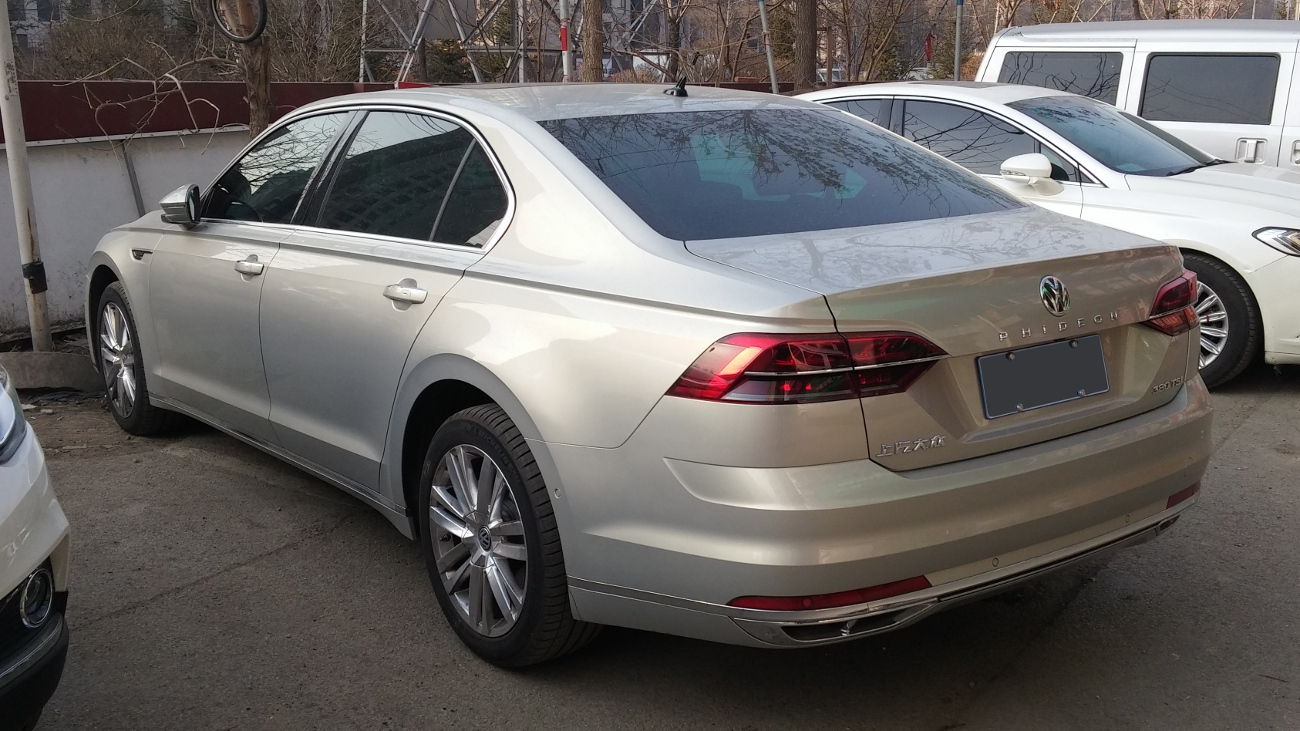
Вид сзади

Volkswagen Phideon — среднеразмерный автомобиль бизнес-класса, производимый германским автоконцерном Volkswagen с июля 2016 года. Пришёл на смену автомобилю Volkswagen Phaeton. 

## Описание
Автомобиль Volkswagen Phideon считается первым автомобилем, производившимся на платформе Volkswagen Group MLB. Модель оснащена бензиновыми двигателями внутреннего сгорания EA888 и EA837. Также автомобиль оснащается полноприводной компоновкой 4-motion.
С апреля 2017 года производится гибридный автомобиль Volkswagen Phideon GTE.
В 2021 году автомобиль прошёл фейслифтинг. Передний бампер автомобиля теперь в общей хромированной оправе. Эмблема впереди дополнительно оснащена подсветкой. Автомобиль производится только с передним приводом и двигателем EA888.